# Plac Świętojański we Wrocławiu

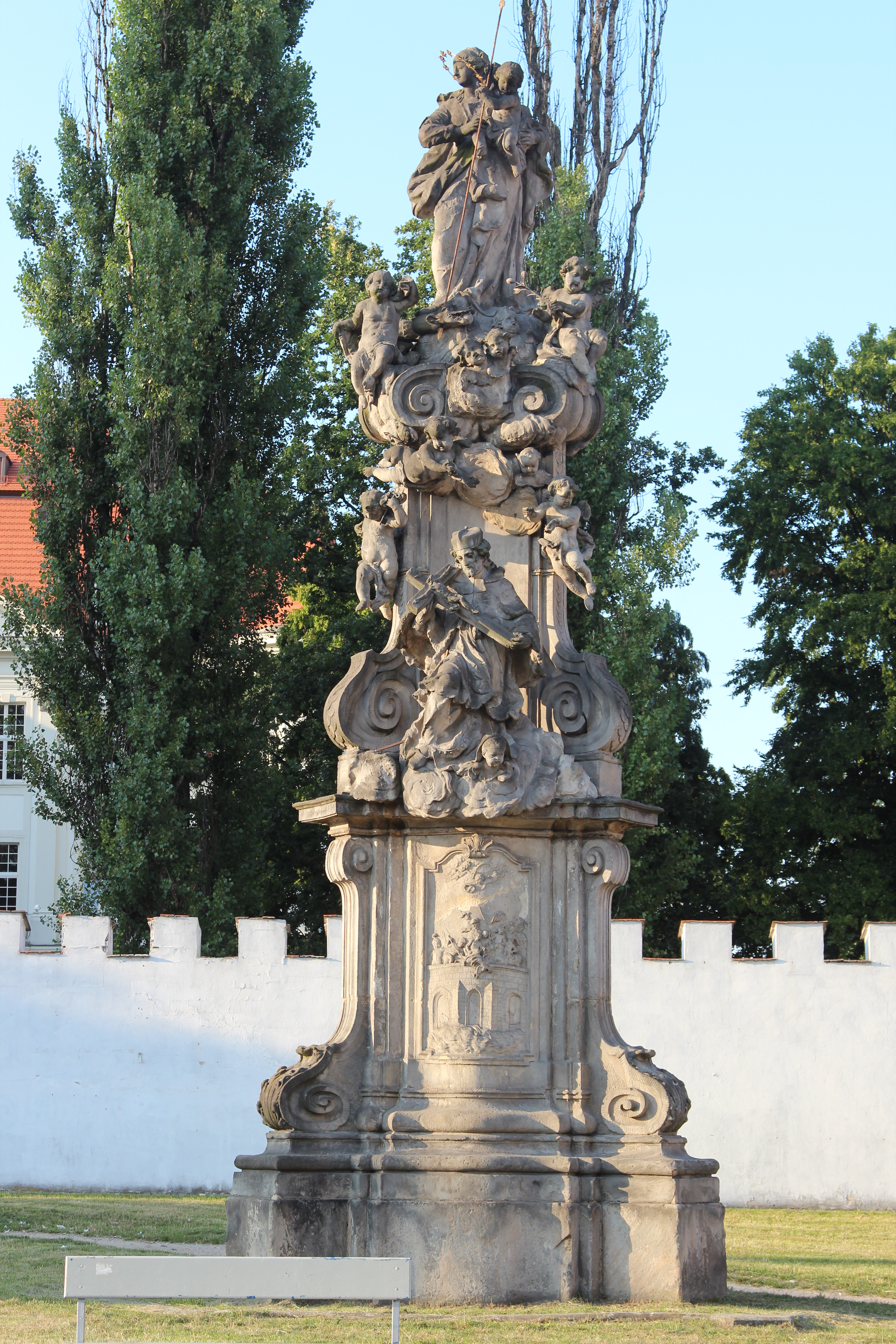
Figura Matki Boskiej z Dzieciątkiem i Świętego Jana Nepomucena

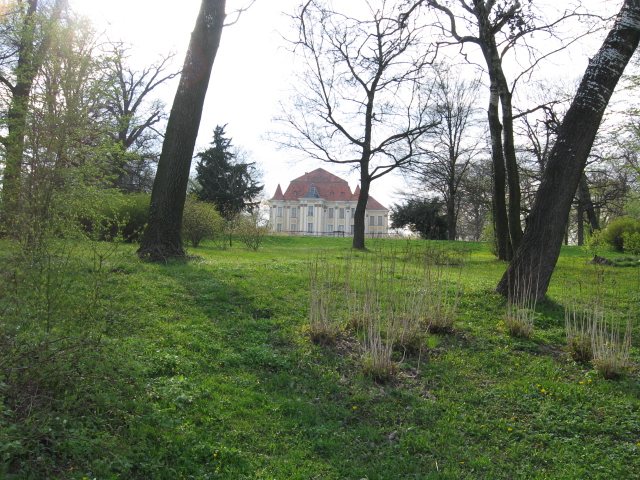
Park Leśnicki.

Plac Świętojański (St. Jahannesplatz) – plac położony we Wrocławiu na osiedlu Leśnica w obrębie dzielnicy Fabryczna. Pierwotnie stanowił on plac przed Zamkiem w Leśnicy.

## Historia
W 1132 roku powstał tu gródek, później od około 1200 roku murowany, następnie w 1610 roku rozbudowany i wielokrotnie przebudowywany jako zamek i później pałac. Obecny plac pokrywa się z dawnym placem przed Zamkiem w Leśnicy, znajdującym się pomiędzy główną ulicą (obecnie ulica Średzka) miasta Leśnica a fortyfikacjami. W 1743 roku na placu ustawiono barokową figurę Matki Boskiej z Dzieciątkiem i Świętego Jana Nepomucena, która ufundowana została przez Zakon Krzyżowców z Czerwoną Gwiazdą. Ten święty stał się patronem placu, któremu nadano nazwę St. Jahannesplatz. Około 1900 roku rezydencję zamkową oddzielono od publicznej przestrzeni murem, a od strony północno-wschodniej zamknięto budynkiem o funkcjach mieszkalnych i handlowych, zaprojektowanym w 1927 roku.
Obszar Leśnicy (do tego momentu odrębne miasto) wraz z placem włączony został do Wrocławia w 1928 r. Leśnica przed 2 marca 1939 r. nosiła nazwę niemiecką Lissa, a po tej dacie – Deutsch-Lissa .
Po zakończeniu II wojny światowej w 1945 roku wyburzono po stronie południowej budynki na czterech parcelach i utworzono na ich miejscu skwer powiększając powierzchnię placu.

## Nazwy placu
Plac w swojej historii nosił następujące nazwy:
- St. Jahannesplatz[1][7]
- Świętojański[1][7], jako tłumaczenie nazwy niemieckiej[7].

## Ulice
Plac Świętojański nie ma przypisanych jezdni, lecz położony jest w obrębie działek należących do ulicy Średzkiej (Breslauer Strasse, od 14 sierpnia 1929 Neumarkter Strasse, 1945-1946 Główna), biegnącej od Mostów Średzkich do granicy miasta. Droga ta stanowiła fragment traktu do Legnicy, a później tzw. Szosy Berlińskiej. Współcześnie ulica należy do klasy drogi głównej (G) i przebiega nią droga krajowa nr 94   . W ramach placu położony jest sięgacz do posesji położonych w głębi zabudowy.

## Zabudowa i zagospodarowanie
Współczesny plac obejmuje teren położony przy ulicy Średzkiej stanowiącą drogę krajową nr 94. Po obu stronach placu, wzdłuż tej ulicy, znajdują się kamienice w zabudowie ciągłej, z lokalami handlowo-usługowymi na parterach. Na południu plac zamknięty jest zabudową osiedla Leśnica, a na północy, za murem okalającym, rozciąga się Park Leśnicy o powierzchni 20 ha z Zamkiem w Leśnicy, w którym mieści się Centrum Kultury Zamek .
Na samym placu położona jest na skwerze figura Matki Boskiej z Dzieciątkiem i Świętego Jana Nepomucena.

## Ochrona i zabytki
Ochronie i wpisowi do ewidencji zabytków polega cały zespół pałacowy, z XIV-XVIII, XIX wieku, i po 1945 roku, obejmujący:
- Zamek w Leśnicy[a] wpisany pod nr A/5294/73 z 6 lutego 1962 roku[20][21] [22],
- Park Leśnicki wpisany pod nr ZU/4 z 29.01.1958 roku oraz nur A/5293/193 z 15 lutego 1962 roku[20][23] [24].

Również cały historyczny układ urbanistyczny osiedla, a wcześniej miasta, z XIII–XX wieku podlega ochronie i jest wpisany do rejestru zabytków pod numerem 353/A/04 z 7 września 2004 roku.
Ponadto gminna ewidencja zabytków wymienia liczne kamienice przy ulicy Średzkiej, w tym położone bezpośrednio przy placu (ulica Średzka numery 13, 14, 14a, 16a, 21).